# Toyota Tundra
Toyota Tundra — полноразмерный пикап, выпускаемый Toyota Motor Corporation с 1999 года (как модель 2000-го модельного года), который заменил Toyota T100. Хотя и сходное по размерам с T100, первое поколение Tundra имело более американский внешний вид и двигатель V8, которого не было у T100.
Tundra был номинирован для награды North American Truck of the Year и был выбран Truck of the Year журналом Motor Trend в 2000-м и 2008-м годах. У Tundra первого поколения было много сходства со старой Toyota T100 и меньше с более популярной Toyota Tacoma. Основное их сходство — это использование 3.4 литрового двигателя V6, который являлся «топовым» в линейке двигателей у Tacoma и T100, и ставший основным двигателем для Tundra. Затем на Tundra в качестве опции устанавливали 32-клапанный 4.7 литровый двигатель V8, который в конечном итоге стал наиболее желанным выбором у покупателей. Первое поколение Tundra стало основой модели, на которой был построен полноразмерный внедорожник Toyota Sequoia. Оба автомобиля имеют много общих запасных частей и аксессуаров, включающие 4.7 литровый двигатель V8, колёса, трансмиссию и внутренние компоненты. На данный момент выпускается второе поколение Toyota Tundra.

## Первое поколение

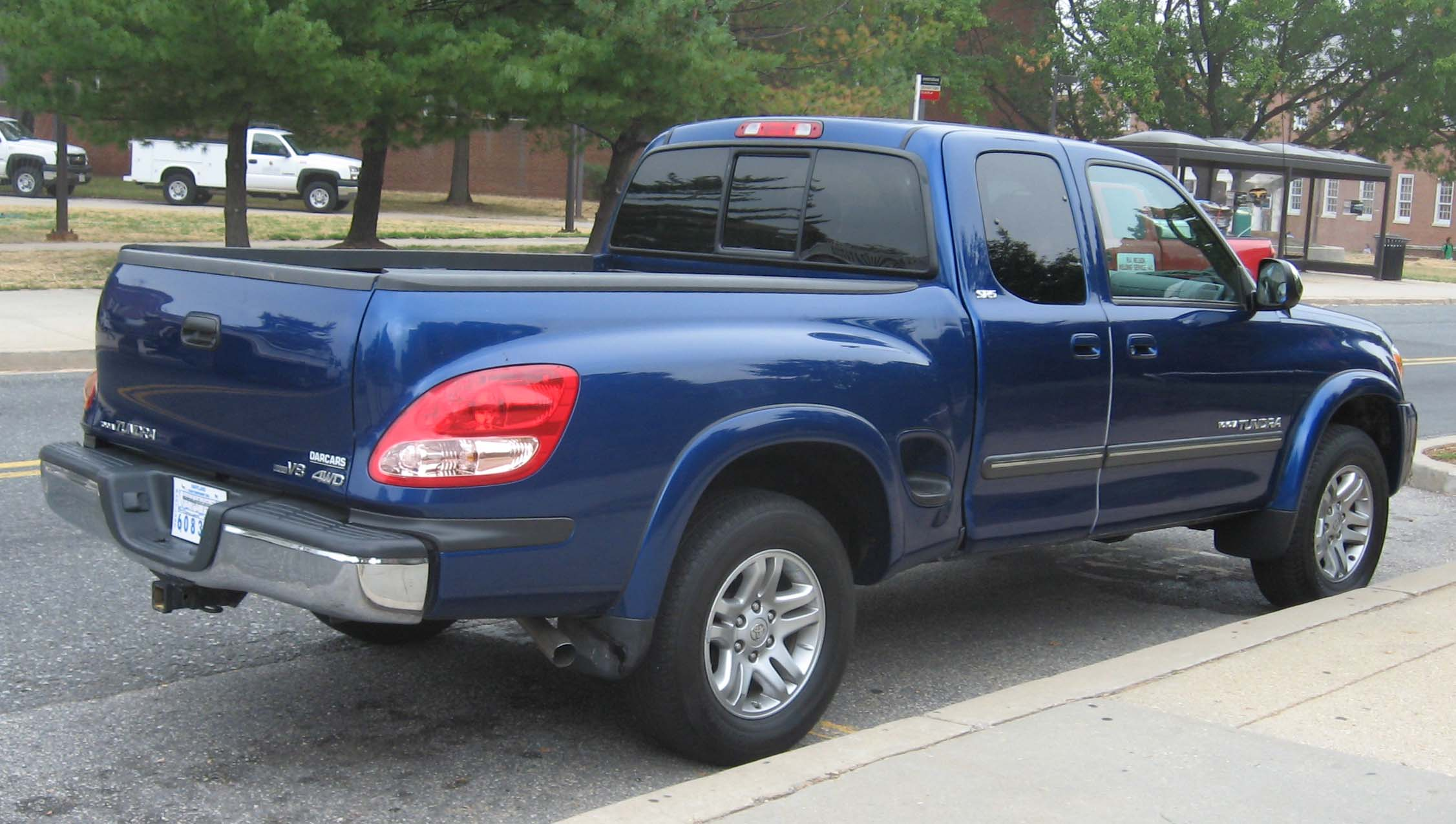
Toyota Tundra StepSide

Первое поколение было представлено в мае 1999 года, как модель 2000 года, первоначально известная как T150s. Однако, Ford посчитал, что это название очень похоже на название лидера сегмента Ford F-150. Последовавший затем судебный процесс вынудил Toyota переименовать автомобиль в Tundra (Toyota никогда не утверждала, что собирается использовать название T150 при производстве).

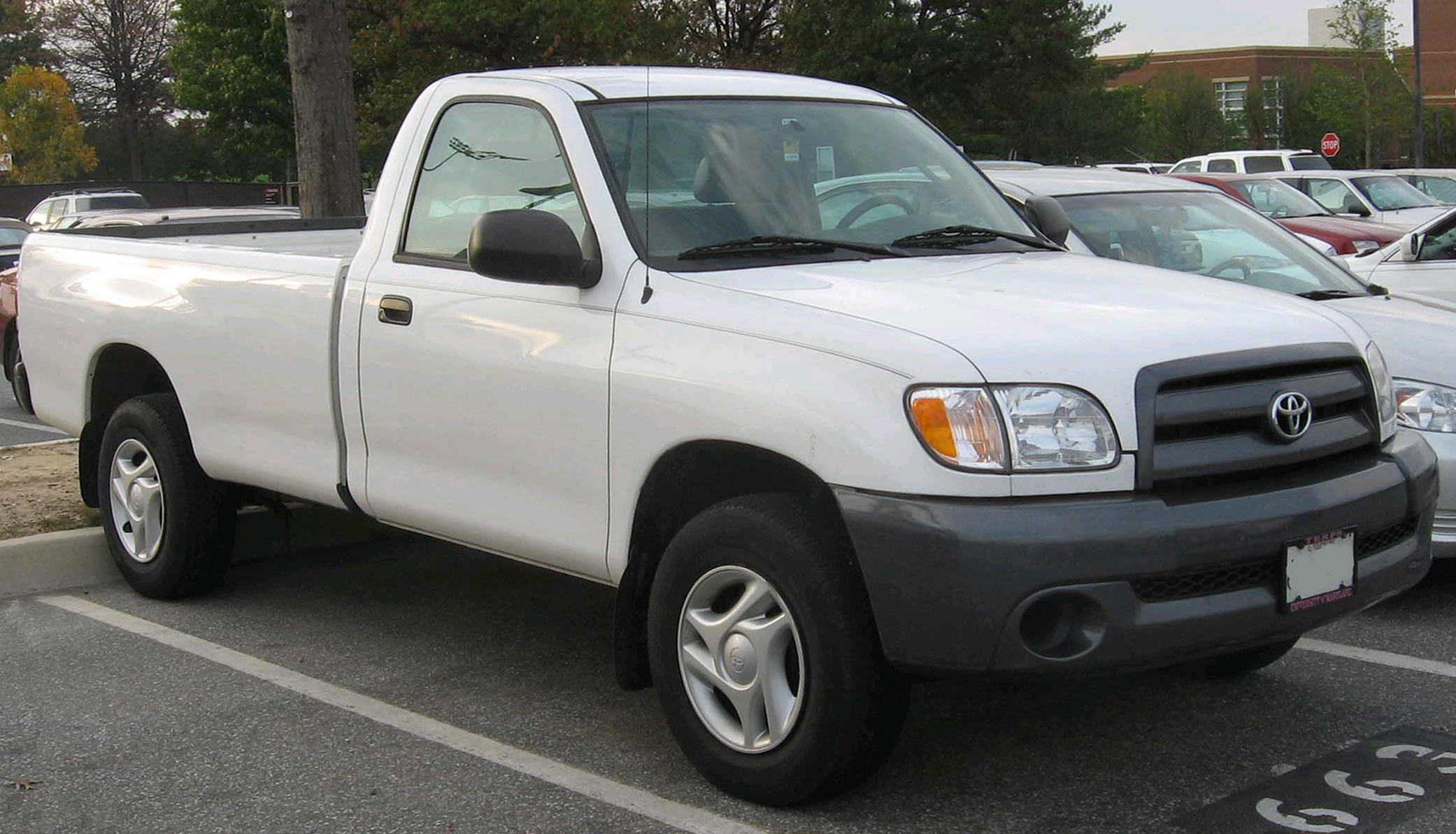
2003-2006 Toyota Tundra Regular Cab

Для Tundra предлагались 24-клапанный 3,4-литровый двигатель V6 мощностью 190 л. с. (140 кВт) с крутящим моментом 298 Н·м и 32-клапанный 4,7-литровый двигатель V8 мощностью 245 л. с. (183 кВт) с крутящим моментом 427 Н·м.
В 2002 году вышел рестайлинг, а в 2005 начали устанавливать новые двигатели: 4,0-литровый V6 мощностью 236 л. с. (176 кВт) с крутящим моментом 361 Н·м, а существующий 4,7-литровый двигатель V8 был обновлён с использованием технологии Toyota изменения фаз газораспределения VVT-i, после чего его мощность повысилась до 271 л. с. (202 кВт) с крутящим моментом 424 Н·м. 5-ступенчатая механическая коробка передач уступила место 6-ступенчатой механической, а 5-ступенчатая автоматическая была заменена на 6-ступенчатую.
Toyota Tundra выпускался со следующими типами кузовов:
- Regular Cab — с одним рядом сидений, 2 двери.
- Access Cab — вариант Access Cab с увеличенной кабиной.
- Double Cab — с двумя рядами сидений, четыре двери.

## Второе поколение

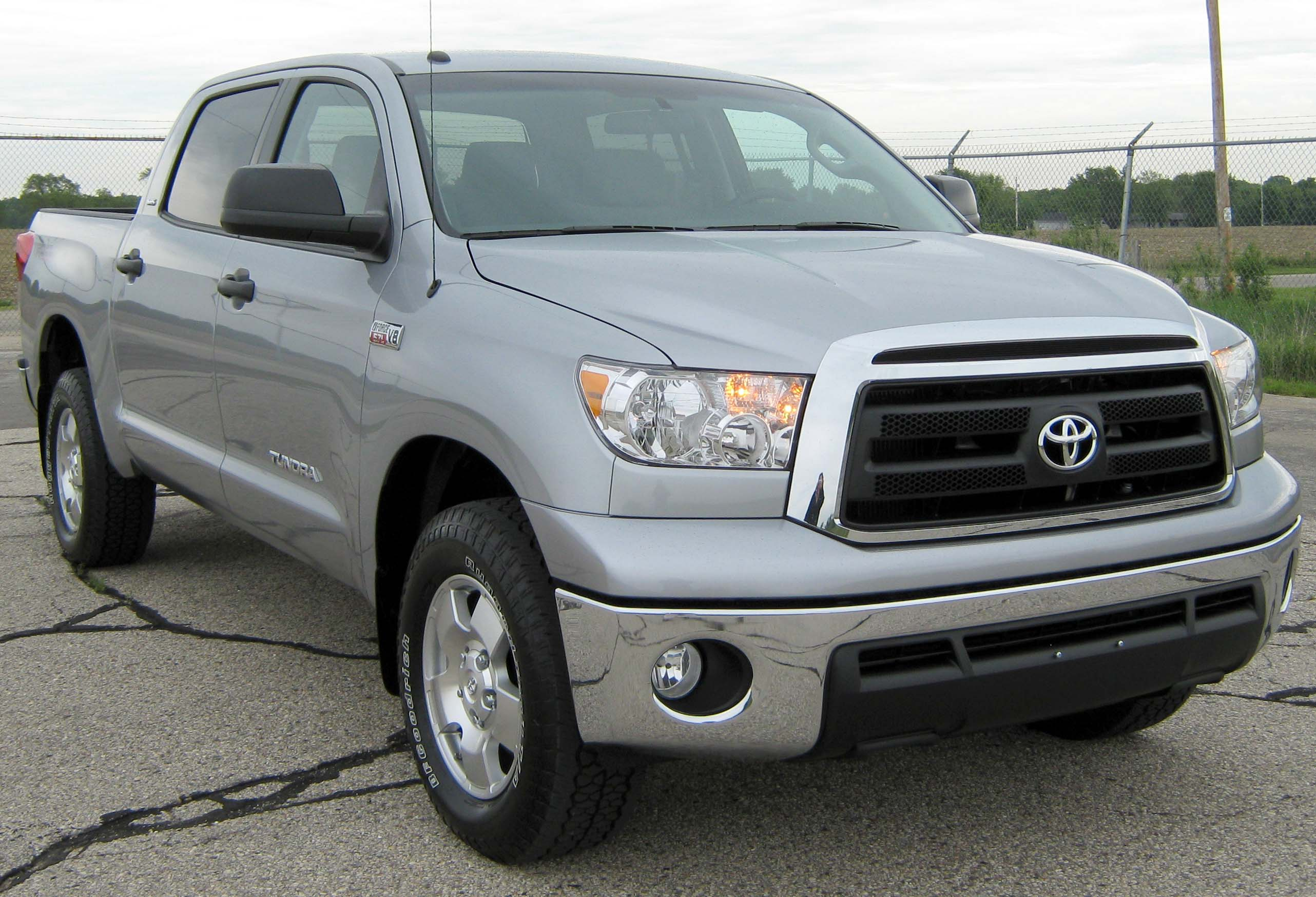
Toyota Tundra второго поколения первый рестайлинг

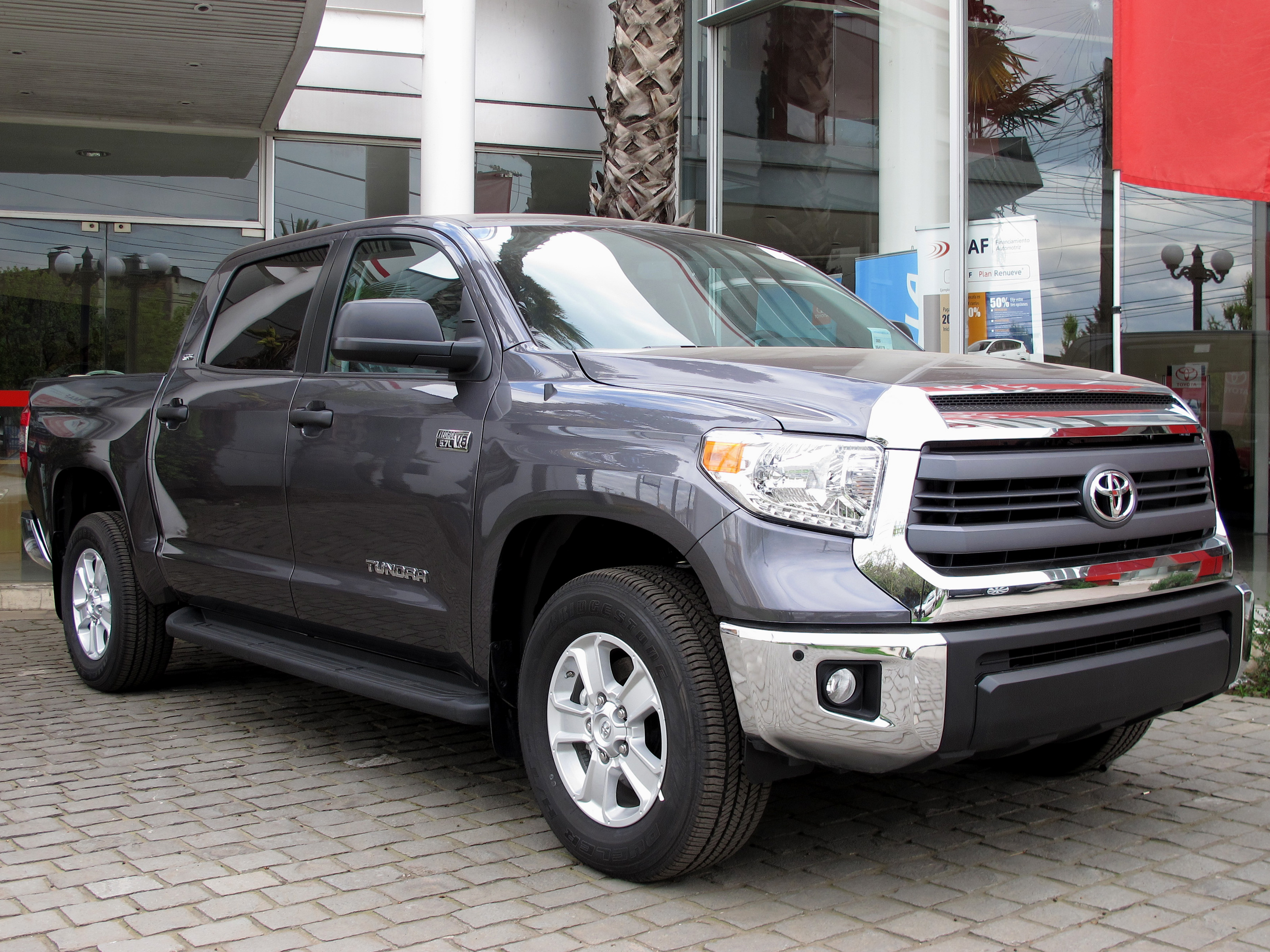
Toyota Tundra второго поколения второй рестайлинг

Новая Tundra была представлена на Чикагской автомобильной выставке в 2006 году. А в 2007 поступила в продажу. Она взяла некоторые черты своего младшего брата Toyota Tacoma и концепт-кара Toyota FTX. В 2009 году вышел первый рестайлинг, в него были внесены небольшие изменения. А в 2013 году вышел второй рестайлинг. Который включал в себя изменения в виде обновлённого капота, решётки радиатора, переднего бампера, передних крыльев и оптики. В этом рестайлинге также было внесено множество изменений для упрощения управления и повышения комфорта при езде по бездорожью. Ко всему этому была добавлена поддержка спутникового радио и мощная аудиосистема из двенадцати динамиков.
Второе поколение Tundra доступно с тремя двигателями c 2007 по 2009 год:
- 3UR-FE 5,7-литровый V8 мощностью 381 л. с. (284 кВт) с крутящим моментом 544 Н·м,
- 2UZ-FE 4,7-литровый V8 мощностью 271 л. с. (202 кВт) с крутящим моментом 424 Н·м
- 1GR-FE 4,0-литровый V6 мощностью 236 л. с. (176 кВт) с крутящим моментом 361 Н·м

И с четырьмя двигателями c 2010 года:
- 3UR-FE 5,7-литровый V8 мощностью 381 л. с. (284 кВт) с крутящим моментом 544 Н·м,
- 3UR-FBE 5,7-литровый V8 мощностью 381 л. с. (284 кВт) с крутящим моментом 544 Н·м,
- 1UR-FE 4,6-литровый V8 мощностью 310 л. с. (231 кВт) с крутящим моментом 424 Н·м
- 1GR-FE 4,0-литровый V6 мощностью 236 л. с. (176 кВт) с крутящим моментом 361 Н·м

Когда новая Tundra появилась в феврале 2007 года, она была доступна в 31 конфигурации, которые включали: 3 типа кабины, 4 колёсных базы, 3 двигателя и 2 коробки передач.

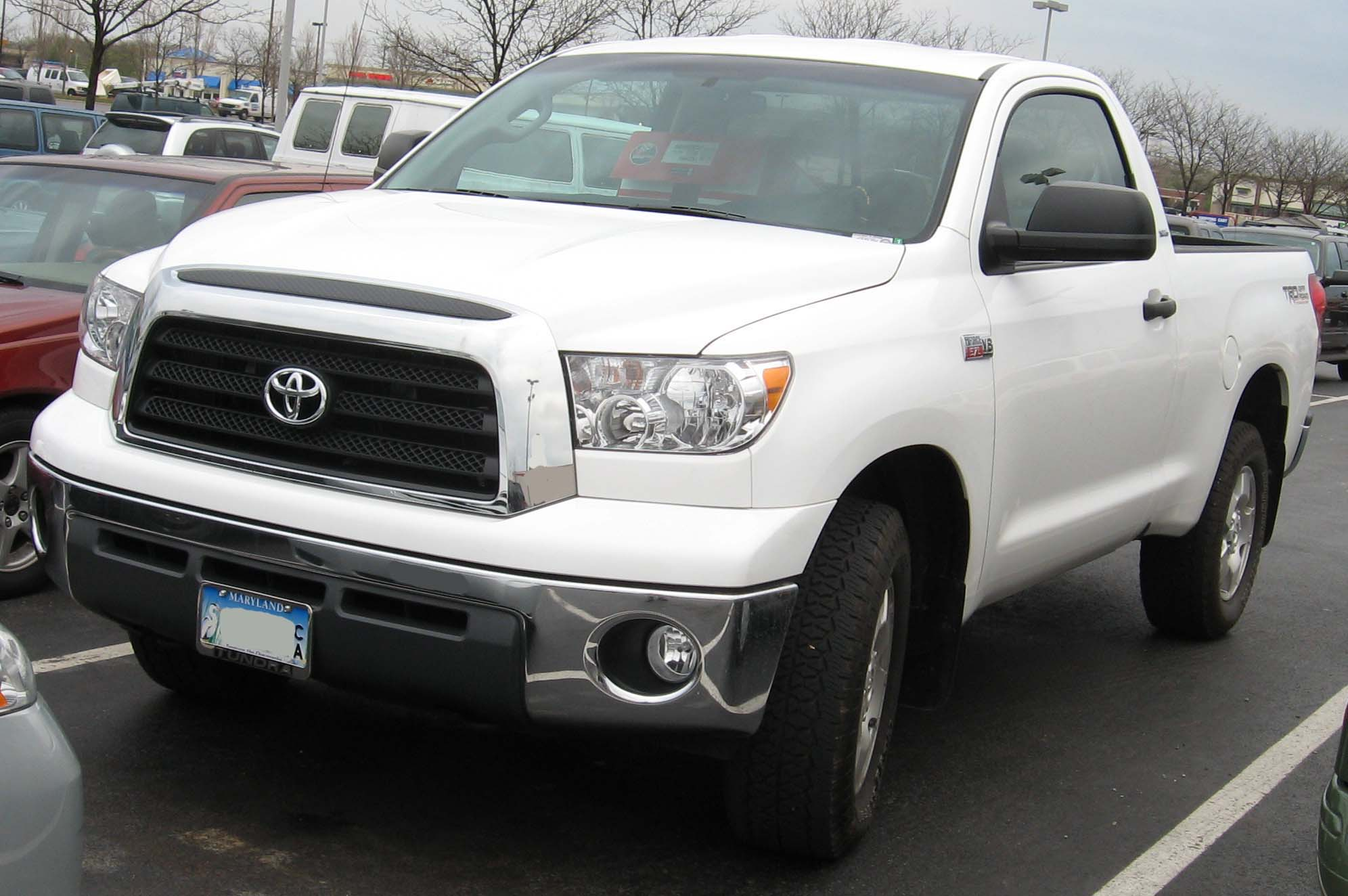
2007 Toyota Tundra Regular Cab

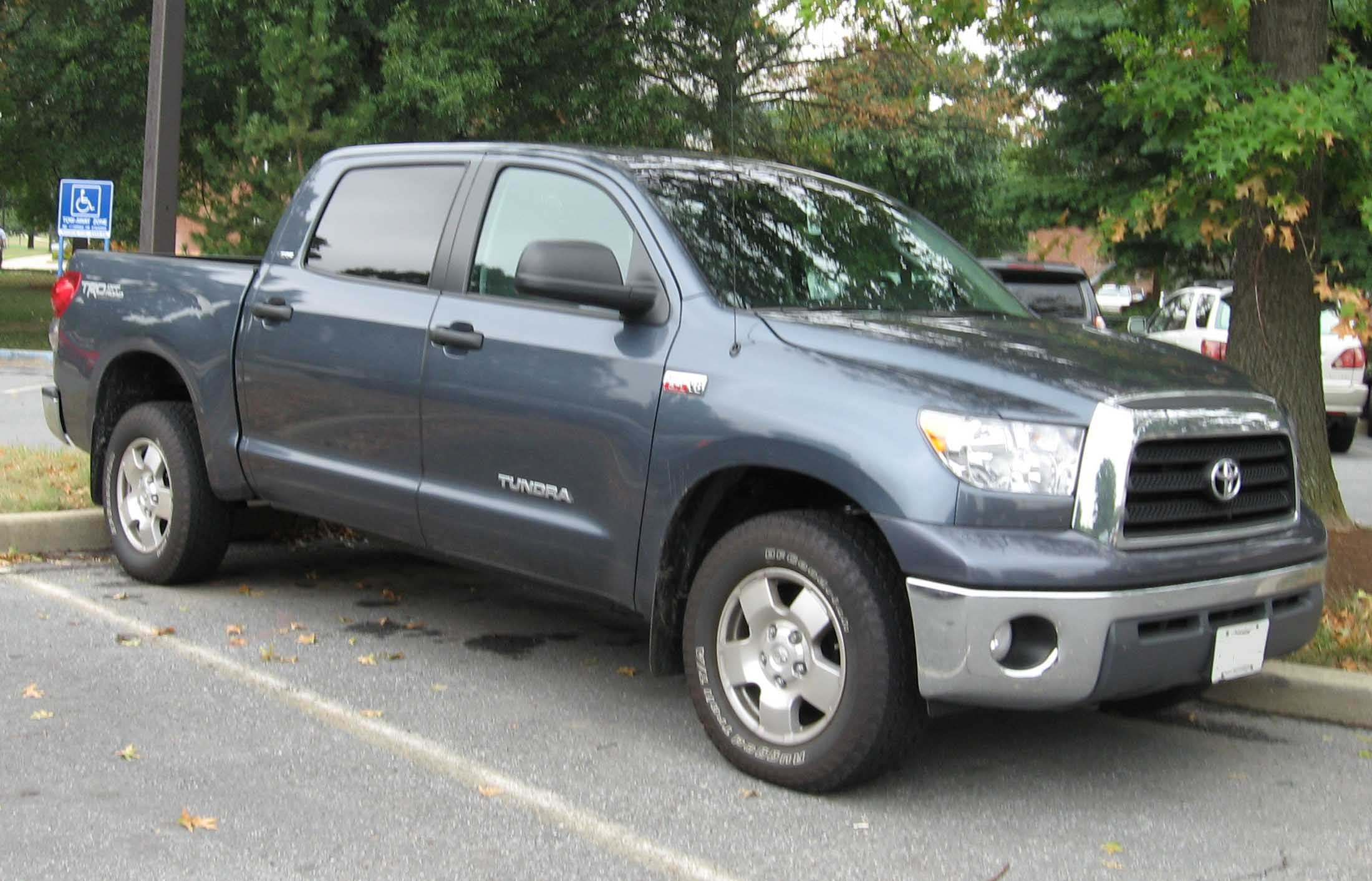
2007 Toyota Tundra Crew Max

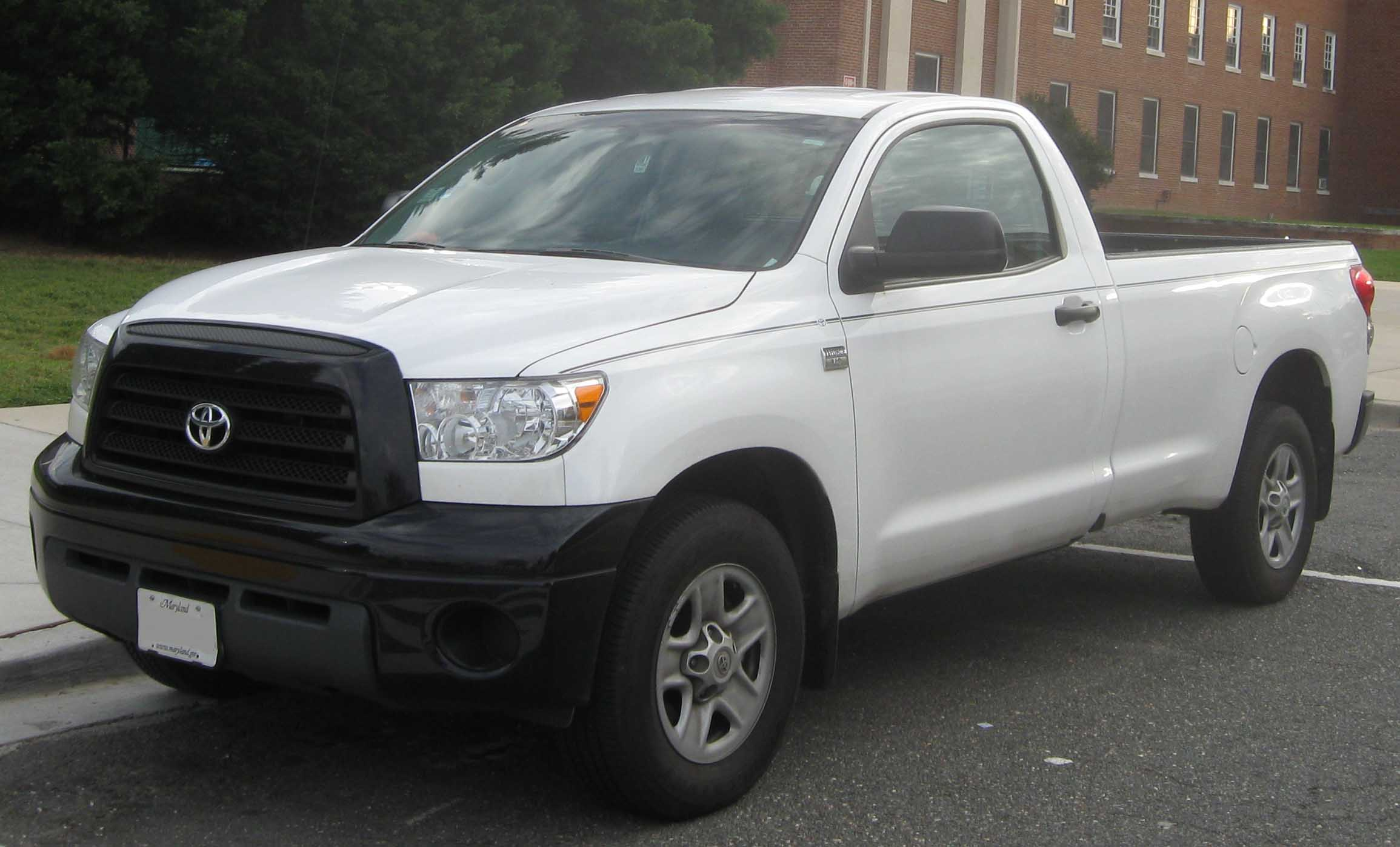
2007 Toyota Tundra Regular Cab Long

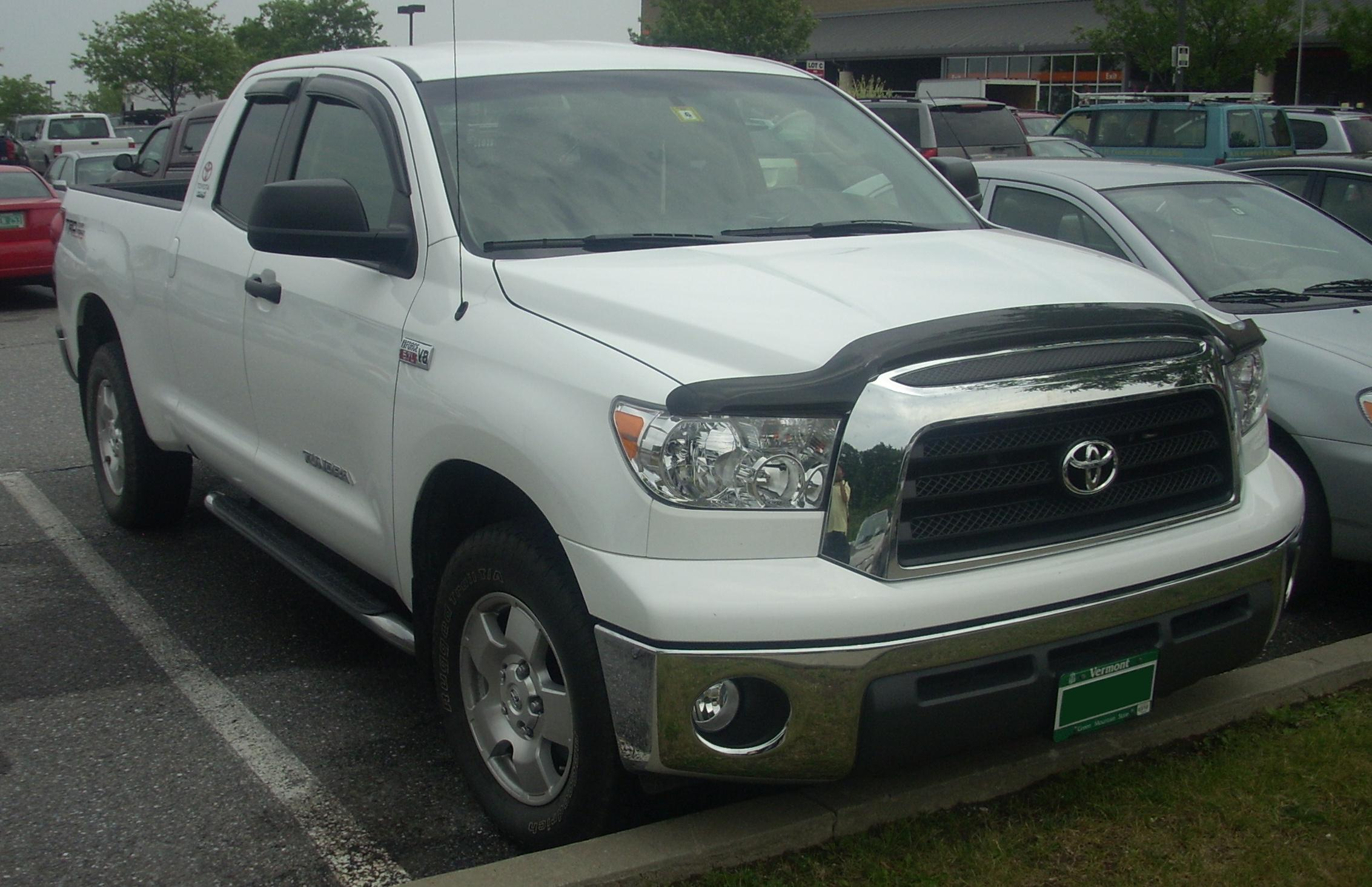
2007 Toyota Tundra Double Cab

Toyota Tundra выпускается со следующими типами кузовов:
- Regular Cab — с одним рядом сидений, 2 двери.
- Regular Cab Long — вариант Regular Cab с удлинённой грузовой платформой.
- Double Cab — с двумя рядами сидений (6 мест), 4 двери.
- Double Cab Long — вариант Double Cab с удлинённой грузовой платформой и увеличенной колёсной базой.
- Crew Max — вариант Double Cab с увеличенной кабиной и укороченной грузовой платформой.

Грузовая платформа может быть трёх видов, отличных по длине:
- Short (короткая) — с кузовом Crew Max.
- Standart (стандартная) — с кузовами Regular Cab и Double Cab.
- Long (длинная) — с кузовом Regular Cab Long и Double Cab Long.

### Безопасность
На данный момент Toyota Tundra является единственным полноразмерным пикапом, получивший награду IIHS Top Safety Pick. Для того, чтобы получить эту награду, Tundra показала хорошие результаты при лобовом краш-тесте, набрала максимально возможный балл при боковом ударе (англ.), показала отличные результаты при ударе сзади и имеет систему стабилизации в стандартной комплектации.
NHTSA дала для Tundra четыре звезды из пяти возможных при лобовом краш-тесте для водителя и пассажира. Четыре звезды даётся автомобилю при вероятности серьёзного повреждения от 11 % до 20 %, в то время как пять звёзд даётся, когда вероятность серьёзных травм 10 % или меньше.

### Дизельная Tundra
В сентябре 2007 года Toyota Motor Corporation объявила о планах выпуска Tundra с дизельным двигателем. Это было подтверждено в январе 2008 года на Североамериканском международном автосалоне. Там президент Toyota Ватанабэ заявил: «Я рад подтвердить, что новые чистые дизельные двигатели V8 будут предлагаться для Tundra и Sequoia в ближайшем будущем».
Журналы «Motor Trend» и «Car and Driver» сообщили, что Toyota будет выпускать сверхпрочную версию Tundra, разработанную в качестве конкурента в классе 3/4-тонных грузовиков. В качестве дизельного двигателя для Tundra может быть использован двигатель объёмом 4,5 л, устанавливаемый на некоторые версии Toyota Land Cruiser.
В 2014 году появилась информация о том, что с 2016 года возможен выпуск Tundra с 5,0-литровым дизелем Cummins. Однако, в настоящий момент дизельная Tundra на рынке пока так и не появилась.

### Гибридная Tundra
Президент Toyota Ватанабэ заявил, что он хотел бы развивать гибридную электрическую версию Tundra. Тем не менее перед Toyota стоит ряд технических проблем, которые она должна преодолеть, прежде чем вывести такой автомобиль на рынок. Согласно японской газете Nihon Keizai Shimbun, Toyota рассматривает возможность разработки бензиновой электрической гибридной Tundra, которая поступит в продажу в Северной Америке примерно в 2010 году.

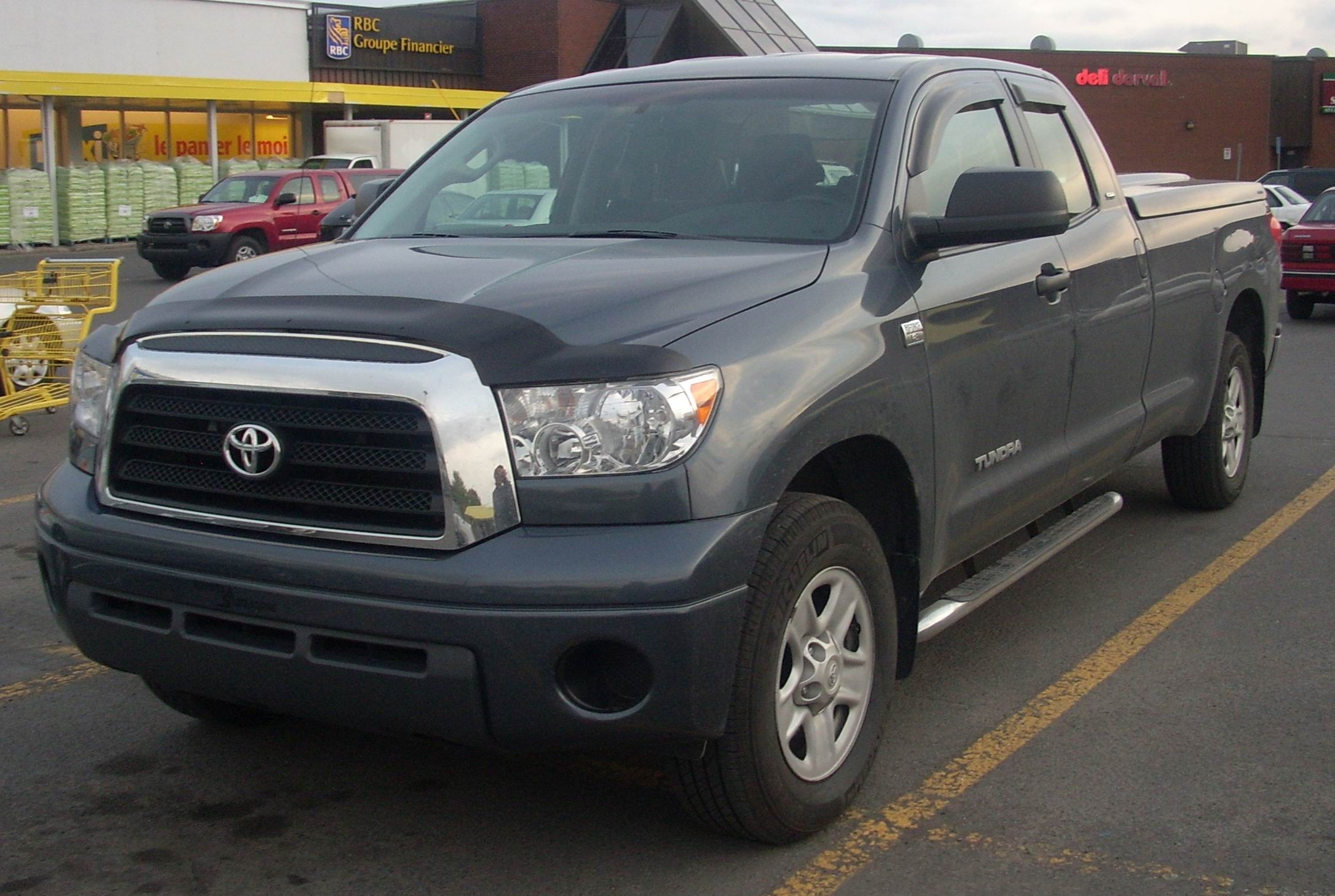
2007 Toyota Tundra Double Cab Long

Toyota может также использовать дизель-электрическую гибридную систему для Tundra. В Японии лёгкие грузовики Toyota Dyna и Hino Dutro, производимые Toyota Motor Corporation, используют дизель-электрическую гибридную систему. Средний и тяжёлый грузовик Hino Ranger, также может предоставить гибридную технологию для Tundra.
В 2008 году на Североамериканском международном автосалоне, президент Toyota USA Jim Lentz заявил, что «различные модели нуждаются в различных технологиях экономии топлива… там может быть несколько [моделей], где гибридные технологии не имеют смысла». Он далее сказал, что Tundra и новая Sequoia не будут предлагаться с гибридными двигателями в ближайшем будущем, вместо этих автомобилей будет возможность использования «чистого топлива эффективных дизельных двигателей». В настоящее время, по всей видимости, Tundra Hybrid была отправлена обратно на согласование или полностью приостановлена.

## Nascar

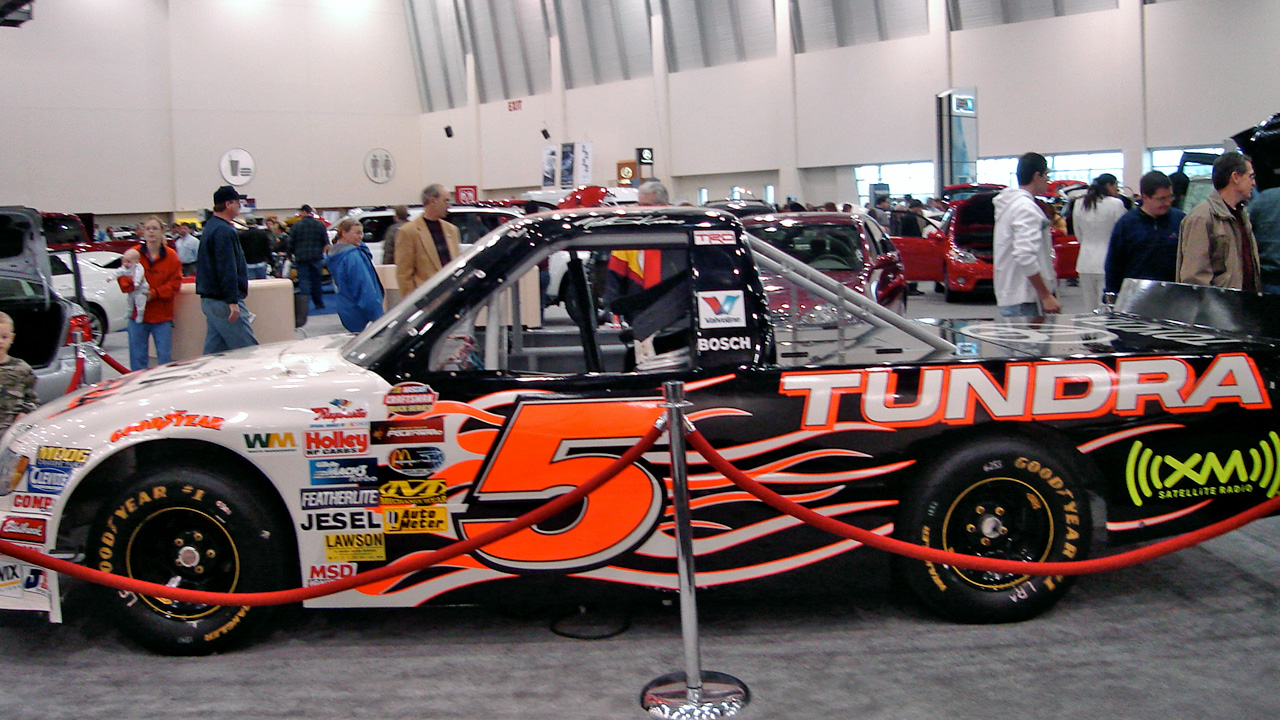
Mike Skinner’s NASCAR truck

В 2004 году Tundra начала выступление в NASCAR Craftsman Truck Series. А 31 июля того же года была завоёвана первая победа на Michigan International Speedway. В 2006 году Tundra завоевала для Toyota первую победу в зачёте производителей, выиграв 12 гонок из 25.